# Raptrix perspicua
Espèce
 Raptrix perspicua est une espèce d'insectes, de  l'ordre des Mantodea, de la famille des Acanthopidae, sous-famille des Acontiothespinae et de la tribu des Acontistini.

## Dénomination
Cette espèce a été décrite par l'entomologiste danois  Johan Christian Fabricius en 1787.

### Synonymie[2]
- Raptrix elegans  (Saussure, 1869) [3]
- Raptrix fusca   (Olivier, 1792) [4]
- Raptrix fuscata  (Stoll, 1813) [5]
- Raptrix multistriata (Serville, 1839) [6]
- Raptrix truncata  (Fabricius, 1793) [7]

## Répartition
Brésil, Costa Rica, Équateur, Guyane, Surinam et Vénézuela.